# João Ademar de Almeida Prado
João Ademar de Almeida Prado foi um fazendeiro e industrial brasileiro.

## Biografia
Filho de Vicente de Almeida Prado, neto do capitão-mor de Itu, João de Almeida Prado, e bisneto do ouvidor Lourenço de Almeida Prado e do capitão-mor Vicente Taques Góis de Aranha. Com a morte do pai, João Ademar e seu irmão, Nelson de Almeida Prado, herdaram os seus negócios, entre os quais o Banco São Paulo, na cidade de mesmo nome.
Em sociedade, os irmãos adquiriram uma grande fazenda em Ipiúna, e constituíram os Haras Jahú, em Cotia, e Rio das Pedras, em Campinas, dos mais destacados no país na criação de cavalos de corridas, nomeadamente o Farwell.
João Ademar destacou-se por ter doado uma gleba de 30 alqueires localizada a 12 quilômetros do centro de Campinas, no distrito de Barão Geraldo, para a instalação do campus da Unicamp, na verdade vendida pela quantia simbólica de um cruzeiro, e o terreno para instalar o hospital do Instituto Robert Bosch, na mesma cidade. Também foi o responsável pelo loteamento do distrito de Barão Geraldo.
Desposou a argentina Vicentina, melhor conhecida pela sociedade paulista como Ester de Almeida Prado, não tendo o casal deixado descendência.